# Haplogrup C del cromosoma Y humà
L'haplogrup C del cromosoma Y humà és un haplogrup format a partir de l'haplotip M130 del cromosoma Y humà.

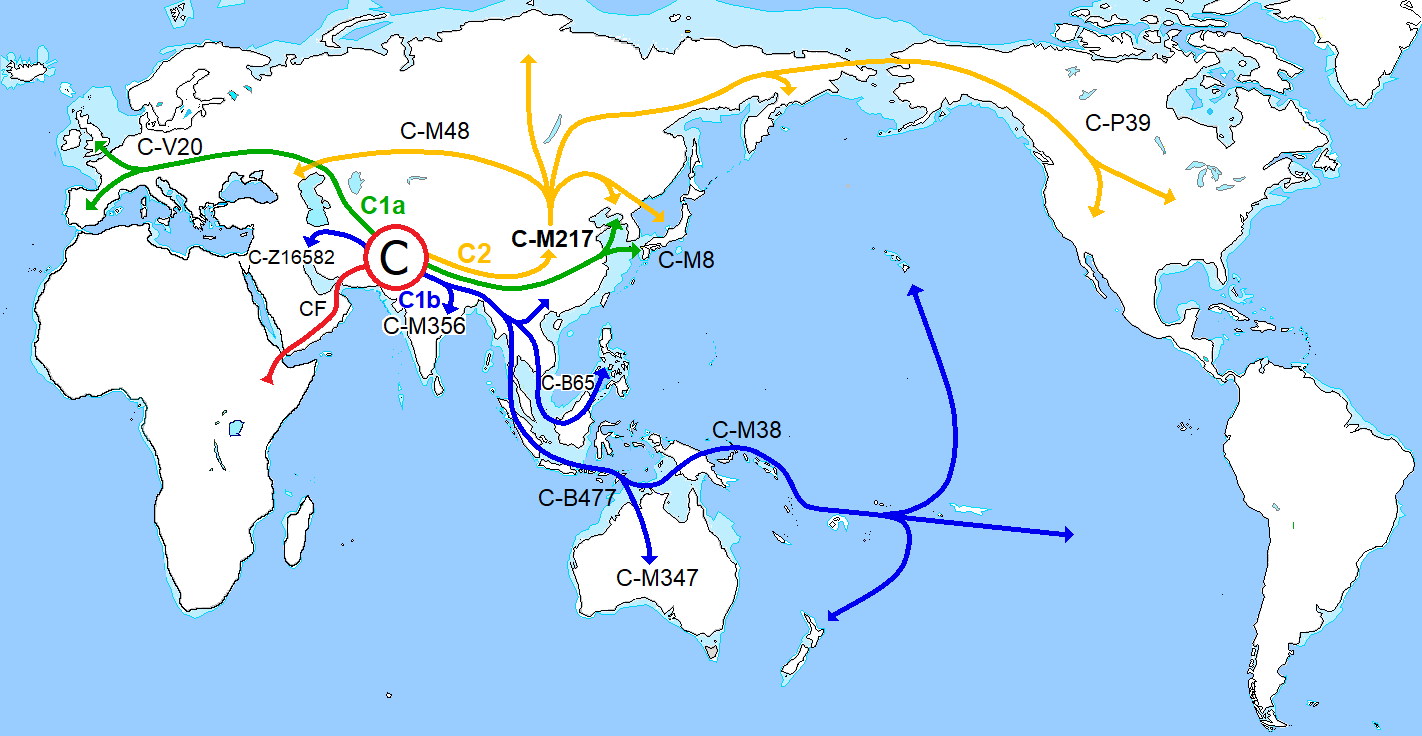
Origen i dispersió de l'haplogrup C. En verd C1a (CTS11043), en blau C1b (F1370) i en groc C2 (M217).

L'haplogroup C conté la mutació M168, que és present en tots els haplogrups de cromosomes Y, excepte l'A i el B. L'haplogrup C, sembla haver aparegut molt poc després de la mutació M168.
Aquest haplogrup representa una gran emigració costanera al llarg del sud d'Àsia i Austràlia, pujant a l'extrem oriental de la costa asiàtica. Es creu que també varen emigrar a les Amèriques fa entre 6.000 i 8.000 anys, portant les llengües i cultures Na-Dené a les costes del Pacífic del nord-est d'Amèrica. Alguns han proposat que els haplogrups C i D van ser duts conjuntament a l'est d'Àsia per una sola població, que esdevingué la primera moderna a colonitzar la zona, encara que actualment les distribucions dels haplogrups C i D siguin diferents, amb diversos subtipus de l'haplogrup C, havent estat trobats en diferents freqüències entre els mongols, manxús, vietnamites, aborígens australians i habitants indígenes de Sibèria, i en freqüències moderades en qualsevol lloc d'Àsia i Oceania, incloent-hi l'Índia i el sud-est d'Àsia, mentre que l'haplogrup D es troba en alta freqüència només entre els tibetans, japonesos, i els habitants d'Andaman, i no s'ha trobat ni a l'Índia ni entre els habitants aborígens de les Amèriques.
L'haplogrup C conté el polimorfisme, molt comú a l'Àsia central, que es creu que Genguis Kan va escampar en el període de l'Imperi Mongol al llarg i ample d'Àsia.